# Ярошенко Лаврентій Артемович
Ярошенко Лаврентій (* 23 серпня 1909, Харків — † 24 листопада 1975, Ленінград) — український і російський співак, бас. Народний артист РРФСР (1956).

## Біографія
Лаврентій Артемович Ярошенко народився  в Харкові (по деяким джерелам в Таганрозі). Працював на заводі «Червоний гідропрес» (Таганрог). В 1933 році навчався в школі  ВПС в Харкові,  закінчив її в 1935 році і залишився працювати при школі пілотом-інструктором.
В 1937—1941 навчався в Харківській консерваторії по класу вокалу у професора Голубєва Павла Васильовича.Талант співака яскраво розкрився на  оперній сцені під час навчання.   В 1938—1941 роках з успіхом виступав у  Харківському театрі опери і балету. 
1941—1942 —соліст Ансамблю пісні і танцю Харківського військового округу.
1942—1946— соліст Червонопрапорного ансамблю  Радянської Армії ім. Александрова, згодом соліст Ленінградського театру опери і балету імені С.М.Кірова (1946—1968)
Співаку дуже вдавались як героїчні так і характерні партії. Відомий також як виконавець української музики, зокрема народних пісень та романсів М. Лисенка, Я. Степового.
У 1969—1975 роках викладач музичного училища ім.Римського-Корсакова в Ленінграді.
1951 За партію Тараса в опері "Сім'я Тараса" Д. Кабалевського співак одержав Державну премію СРСР (1951);
1956— Народний артист РРФСР.
Виконував партії:
- Борис, Іван Хованський («Борис Ґодунов», «Хованщина» Мусорґського),
- Кончак, Галицький («Князь Ігор» Бородіна),
- Руслан, Сусанін («Руслан і Людмила», «Іван Сусанін» Ґлінки),
- Мефістофель («Фавст» Ґуно),
- Лепорелло; Бестужев ("Декабристи" Шапоріна)
- Ткаченко («Семен Котко» Прокоф'ева).
- Партіюя Тараса в опері "Сім'я Тараса" Д.Кабалевського )
- Виступав з концертами.